# Universidad Academia de Humanismo Cristiano
Universidad Academia de Humanismo Cristiano sau La Academia este o universitate privată fondată în anul 1988 în Chile.  